# Novokuzneckij dramatičeskij teatr

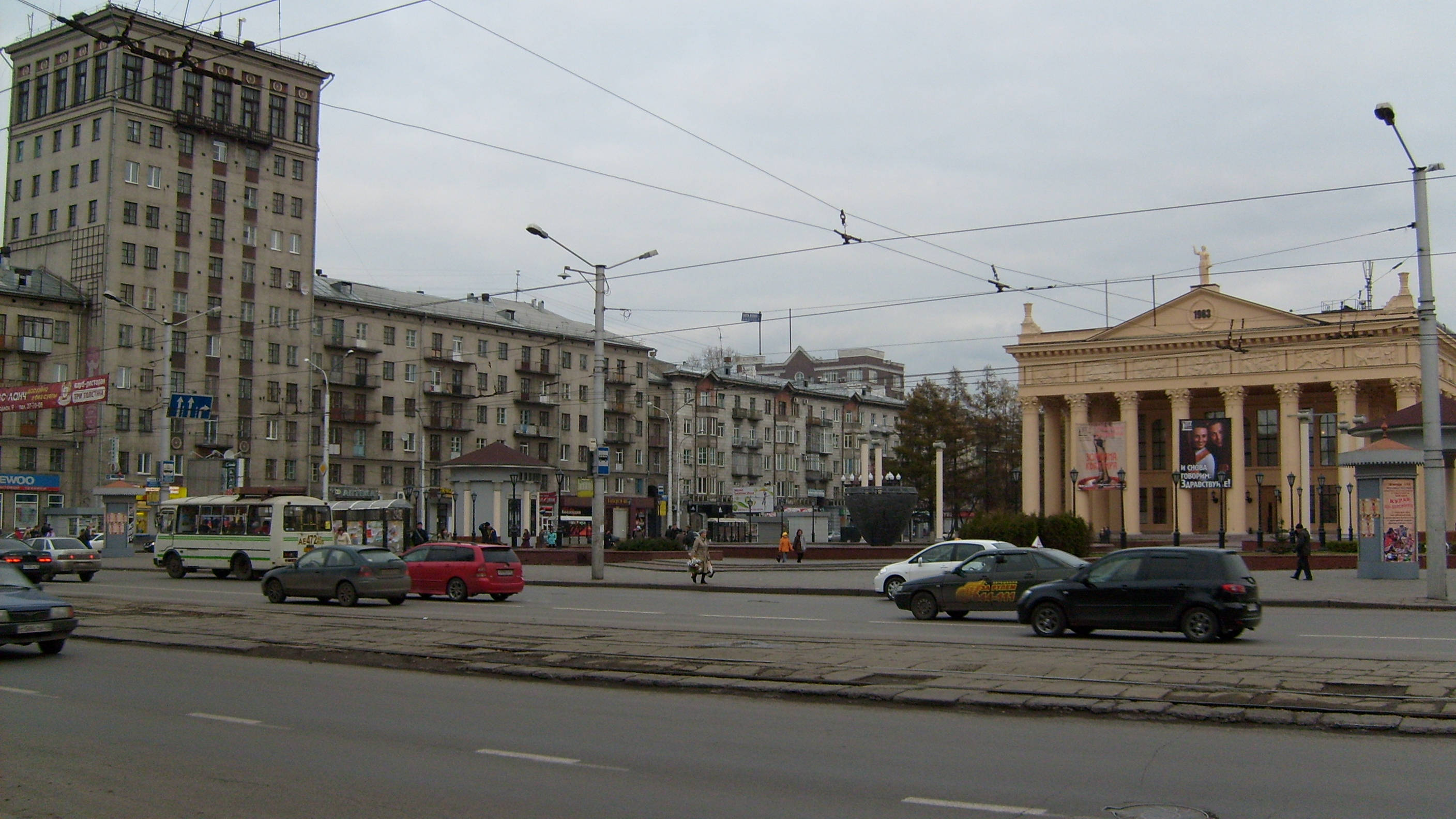
La vista panoramica della Piazza del Teatro e dell'incrocio della Prospettiva dei Metallurgi e della Uliča Kirova.

Il Teatro di Drama di Novokuzneck (in russo Новокузнецкий драматический театр?, Novokuzneckij dramatičeskij teatr) è il principale teatro lirico di Novokuzneck.

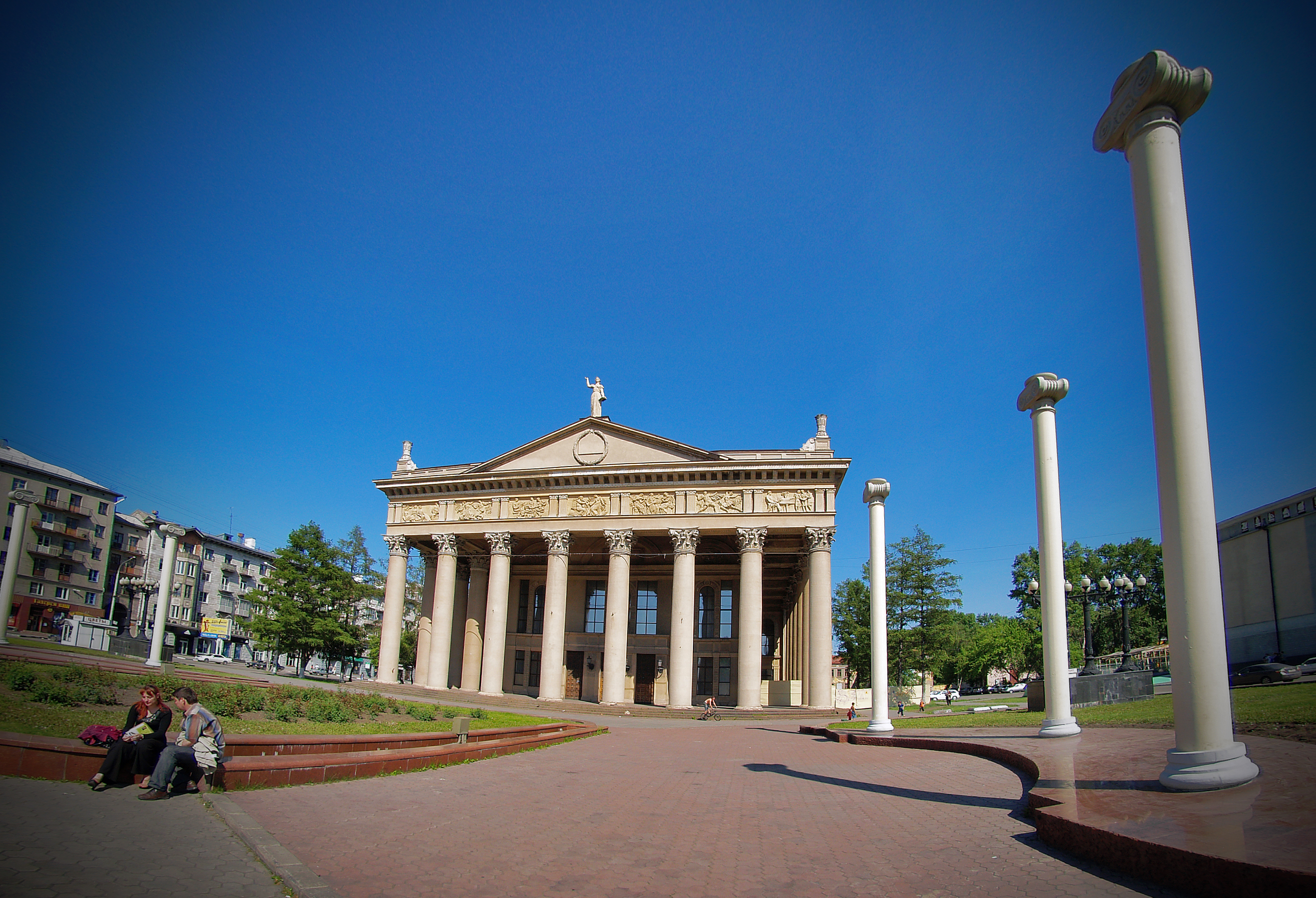
Teatro di Drama di Novokuzneck. Photo 2009

## Storia
Nell'agosto del 1931 sul giornale locale appariva la notizia: A Kuzneckstroj ci sarà un teatro (in russo: "На Кузнецкстрое будет театр"). Come sede per il teatro fu utilizzato il Club Centrale in nome di R.Ejche (in russo: Центральный клуб им. Р.Эйхе). Il successo del teatro e la sua organizzazione si devono alle premure di una famosa attrice e regista sovietica: Lina Samborskaja.

L'attività del teatro iniziò ufficialmente nel settembre del 1932 con uno staff di 60 attori e 15 musicisti. Tuttavia il vecchio Club Centrale fu devastato da un incendio e divenne inservibile. Al suo posto in appena 200 giorni è stato costruito un edificio teatrale nuovo con una capienza di 1200 spettatori. Il nuovo teatro aprì ufficialmente al pubblico il 6 novembre 1933 con lo spettacolo "Invasione" (scenografia di L.Slavin). Negli anni della Seconda guerra mondiale il teatro locale fu trasferito a Leninsk-Kuzneckij. A Novokuzneck arrivarono in quegli anni, i drammaturghi sovietici esiliati in Siberia dalla capitale sovietica Mosca e dalla capitale culturale russa Leningrado. Nel 1963 la compagnia teatrale si insedia nel nuovo edificio cominciando i primi tour teatrali a Mosca, Leningrado, Riga, Tashkent, Ufa, Baku.

## Il Teatro di Novokuzneck e la sua compagnia teatrale
Il Teatro  di Novokuzneck si è distinto più volte come vincitore del Festival Kuzbass Teatral'nyj. Nel 2001 lo spettacolo "Le anime morte" (in russo: Мертвые души) sul libro dello scrittore Nikolaj Vasil'evič Gogol' (registra — O.Permjakov, decorazioni — N.Vaghin) ha vinto Il Gran Premio del Festival Kuzbass Teatral'nyj e del V Festival Internazionale "Teatro senza confini" (in russo: Театр без границ) a Magnitogorsk. La compagnia teatrale di Novokuzneck inoltre ha partecipato al Festival Teatrale "Sibirskij Transit" a Novosibirsk nel 2001, a Irkutsk sempre nel 2001 e a Omsk nel 2003.